# I’m a Man (Bo Diddley)
I’m a Man ist ein Bluessong von Bo Diddley, der erstmals im April 1955 bei dem Label Checker Records erschien und damals die B-Seite der Single Bo Diddley war. Es handelt sich dabei um die Debütsingle des Musikers. Das Stück avancierte mit der Zeit zu einem Klassiker der Bluesmusik, aber auch des Rock ’n’ Roll.

## Musik und Aufnahmen
Der Song entstand unter Einflüssen von Muddy Waters’ Song Hoochie Coochie Man, der von Willie Dixon geschrieben worden war. Beide Stücke verwenden einen einfachen, oft wiederholten Riff als Leitmotiv und treiben das Stück damit voran. In Diddleys I’m a Man gibt es beides, Refrain und Solospiel; bei Waters’ Song fehlt das Solo.
Das Leitmotiv von I’m a Man besteht aus vier einfachen Noten: G, C, B und G. Der Song bleibt durchgehend in derselben Tonart. Spätere Coverversionen des Stücks fügten oftmals eine kurze Rückkehr auf G in der Mitte des Riffs ein, wie bei dem kurz danach von Muddy Waters gespielten Antwortsong Mannish Boy.
Neben Diddley (Gesang, Gitarre) musizierten am 2. März 1955 in den Chicagoer Studios von Checker Records Billy Boy Arnold (Mundharmonika), Otis Spann (Klavier), Jerome Green (Maracas), Willie Dixon (Bass) und Frank Kirkland oder Clifton James am Schlagzeug.

## Chartplatzierung und Text
Schon kurz nach Erscheinen der Single war sie ein beidseitiger Erfolg in den amerikanischen Rhythm-and-Blues-Charts des Billboard Magazins und belegte nach einiger Zeit sogar den ersten Platz.
Der Text ist ein nahezu aggressives Statement zu Themen wie Jugend und Alter, Freundschaft und Liebe, aber vordergründig geht es um die Entdeckung der Sexualität.

## Coverversionen
Von I’m a Man gibt es zahllose Coverversionen und Antwortsongs, die sich des markanten Riffs bedienen. Erst 2012 veröffentlichte Bob Dylan auf seinem 35. Studioalbum Tempest den Song Early Roman Kings, der sich des Riffs bedient. Weitere bekannte Beispiele sind Mannish Boy von Muddy Waters oder Bad to the Bone von George Thorogood.
Ein bekanntes und erfolgreiches Cover stammt von der Band The Yardbirds. Auch The Who und viele weitere Bands und Solo-Künstler nahmen das Stück auf, darunter Royal Guardsmen, Dr. Feelgood und Dickless. Tom Petty and the Heartbreakers spielten I’m a Man häufig bei Konzerten.

## Rezeption
I’m a Man gehört zu Bo Diddleys bekanntesten Stücken und wurde bei Filmen wie More American Graffiti oder Fernsehserien wie etwa Die Sopranos und Die Simpsons als Teil des Soundtracks verwendet.
In der Liste des Rolling Stone der 500 besten Songs aller Zeiten belegt das Werk den 378. Platz.